# Ріцімер

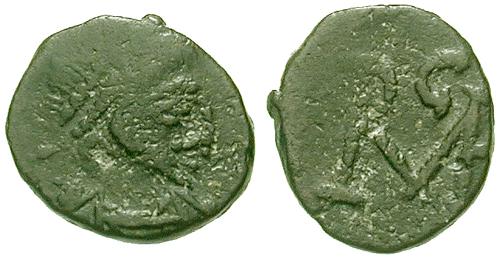
Лібій Север на аверсі аса. На реверсі викарбувана монограма Ріцімера

Ріціме́р (лат. Ricimer, 405 — 18 серпня 472) — magister militum та фактичний правитель Західної Римської імперії в середині V ст., консул 459 року.

## Походження
Флавій Ріцімер був за походженням сином свебського принца і сповідував аріанство. Його мати була дочкою вестготського короля Валлії.

## Молоді роки
Юність провів при дворі імператора Валентиніана III, був учнем Аеція. Після смерті Аеція і Валентиніана, у 455 році Рим був узятий і розграбований вандалами короля Гейзеріха. Він повалив узурпатора Петронія Максима і поставив на престол Авіта.

## Полководець
Новий імператор призначив Ріцімера полководцем. Найнявши велике військо з германців і побудувавши флот, Ріцимер знищив кораблі вандалів біля берегів Корсики та Сицилії. Повернувшись до Італії, Ріцимер, за згодою сенату, скинув імператора Авіта. Слідом за цим він отримав титул патриція від імператора Східної Римської імперії Лева І.

## Фактичний правитель Західної Римської імперії
Відтоді й до своєї смерті Ріцімер став фактичним правителем Західної Римської імперії. Як германський вождь, він не міг проголосити себе августом, але з іншого боку, влада над Римом дала йому вплив на інші германські народи, які окупували в той момент Галлію, Іспанію та Північну Африку. Він встав перед вибором — розпустити Західну Римську Імперію і правити офіційно, як король або полководець, або поставити номінального імператора і правити через нього. Він зупинився на останньому. Але при цьому його влада поширювалася настільки, що його монограма карбувалася на монетах нарівні з імператорською.
У 457 році Ріцимер, за згодою Лева I, призначив Майоріана імператором Заходу. Майоріан виявився здатним правителем і став проявляти небажану незалежність. У 461 році він організував похід проти вандалів Гейзеріха, але зазнав поразки недалеко від Валенсії. Після цього Ріцімер змусив його зректися престолу, а потім стратив. На його місце був поставлений Лібій Север. Але ця кандидатура, а також вбивство Майоріана викликали несхвалення імператора Східної Імперії Лева I і намісника Галлії Егідія. Після смерті Севера у 465 році протягом вісімнадцяти місяців Ріцімер не призначав нового імператора і сам тримав у руках кермо влади, але небезпека з боку вандалів примусила його у 467 році укласти союз зі Східною Римською імперією і прийняти призначеного візантійським двором нового римського імператора, патриція Прокопія Антемія. Він навіть видав заміж за Ріцімера свою дочку, але незабаром і між ними виникла відкрита боротьба: Ріцімер набрав у Мілані велике військо з германців, пішов на Рим і після тримісячної облоги взяв його (11 липня 472 року); місто було віддано на розграбування варварам, а Антемій убитий. На престол був зведений Олібрій, але через кілька тижнів і Ріцімер, і Олібрій померли від чуми.
Начальство над військами Ріцімер, помираючи, передав своєму племіннику, бургундському князю Гундобаду.